# Carnaval d'Evolène
Le carnaval d'Evolène se déroule chaque année du soir de l'épiphanie (le 6 janvier) au soir du mardi gras dans la commune d'Evolène, en Suisse.

## Les peluches
Les peluches - anciennement patôye - sont les personnages principaux du carnaval d'Evolène. Elles portent un costume fait de peaux de mouton, de chamois, de bouc, de renard et même parfois de blaireau, le tout non tanné. Elles n'hésiteront pas à faire sentir leur odeur répugnante. Elles portent une cloche de vache qu'elles secouent à l'approche d'une victime…
Pour terminer leur figure est recouverte d'un masque sculpté à la main dans du bois d'arolle et souvent peint. On les appelle des « visagères ». Autrefois, elles représentaient principalement des animaux comme les chats, les loups et le lion mais aujourd'hui les visagères se sont diversifiées et on retrouve en plus des animaux réels ou mythologiques, des figures de groupes de rock ou même des monstres tout droit sortis des films d'horreur.

## Les Maries
Le samedi avant carnaval, un autre groupe de personnages fait son apparition : les « Maries ». Il s'agit d'hommes déguisés en femmes portant le costume traditionnel et prodiguant de « bons conseils » aux passants.

## Les empaillés

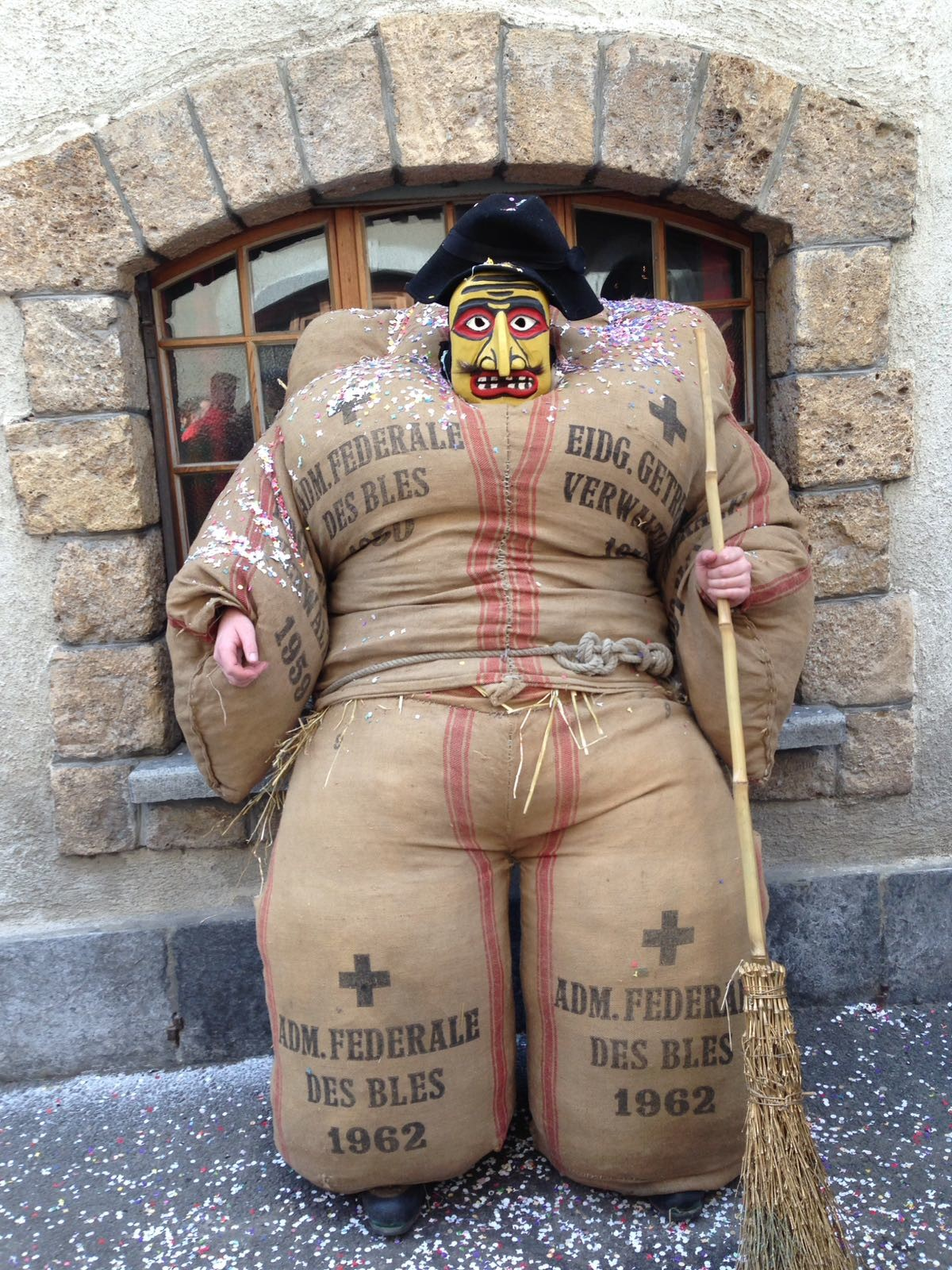
Un empaillé au carnaval d’Évolène en 2018

Les empaillés sont les personnages les plus impressionnants du carnaval. Ils ne sortent que le dimanche de carnaval, juste après la messe, et deviennent les maitres de la grand-rue.
Enveloppés dans leurs sacs de jute remplis d'environ 30 kilos de paille, ils effraient les passants par leur imposante masse et leur démarche particulière. Ils portent également un balai de riz qu'ils n'hésitent pas à tremper dans des gouilles ou les fontaines pour asperger leurs victimes.